# Le Moine et le Poisson
Pour plus de détails, voir Fiche technique et Distribution.
Le Moine et le Poisson est un court métrage d'animation français réalisé par Michael Dudok de Wit et sorti en 1994.
Il a remporté le César du meilleur court métrage en 1996, et a été nommé pour un Oscar du cinéma.

## Synopsis
Un monastère, qu'on devine cistercien, quelque part dans le monde, hors du temps. La sérénité, toute empreinte de spiritualité, n'est dérangée que par le doux chuintement d'un réservoir d'eau situé dans la cour intérieure de l'édifice et par le sifflement perçant des martinets qui semblent faire écho au silence des lieux.
Un moine, près du bassin, remarque la présence d'un poisson sautillant. Obsédé par cette découverte qui perturbe complètement sa retraite, il essaie d'attraper l'animal en utilisant toutes sortes de stratagèmes. Une indicible complicité naît entre ces deux êtres, s'étoffe et, petit à petit, l'histoire devient plus symbolique.

## Fiche technique
- Titre original : Le Moine et le Poisson
- Titre anglophone : The Monk and the Fish
- Réalisation : Michael Dudok de Wit
- Musique : Serge Besset d'après La follia de Corelli
- Montage: Hervé Guichard
- Société de production : Folimage Valence Production
- Durée : 6 minutes

## Distinctions
- 1996 : César du meilleur court métrage
- 1995 : nomination pour l'Oscar du meilleur court métrage d'animation[1]